# South Fulton (Tennessee)
South Fulton es una ciudad ubicada en el condado de Obion en el estado estadounidense de Tennessee. En el Censo de 2010 tenía una población de 2.354 habitantes y una densidad poblacional de 275,25 personas por km².

## Geografía
South Fulton se encuentra ubicada en las coordenadas 36°29′36″N 88°53′1″O / 36.49333, -88.88361. Según la Oficina del Censo de los Estados Unidos, South Fulton tiene una superficie total de 8.55 km², de la cual 8.55 km² corresponden a tierra firme y (0%) 0 km² es agua.

## Demografía
Según el censo de 2010, había 2.354 personas residiendo en South Fulton. La densidad de población era de 275,25 hab./km². De los 2.354 habitantes, South Fulton estaba compuesto por el 79.01% blancos, el 18.61% eran afroamericanos, el 0.17% eran amerindios, el 0.17% eran asiáticos, el 0% eran isleños del Pacífico, el 0.89% eran de otras razas y el 1.15% pertenecían a dos o más razas. Del total de la población el 0.76% eran hispanos o latinos de cualquier raza.